# Chiesa di San Venerio
La chiesa di San Venerio è un edificio religioso che si trova alla Spezia, in via della Pieve, nel quartiere della Pieve.
La chiesa, una delle costruzioni più antiche del Golfo, è dedicata a San Venerio, eremita vissuto tra il VI e il VII secolo sull'isola del Tino, una delle isole del golfo della Spezia.

## Storia
Il luogo stesso in cui sorge la chiesa era già  frequentato sino dai tempi più antichi: dopo il ritrovamento di manufatti in ceramica pregiata come il bucchero, negli anni ottanta del XX secolo sono stati eseguiti degli scavi archeologici che hanno confermato, nell'area a monte, testimonianze di un suolo antropizzato risalente all'età del ferro (VI secolo a.C.).
Dopo la frequentazione romana del golfo della Spezia e con la successiva fondazione della vicina colonia di Luni nel 177 a.C. il luogo divenne sede di un vasto insediamento di età tardo repubblicana e imperiale. 

Secondo alcune ipotesi, la valle venne annessa alle proprietà fondiarie romane della famiglia degli “Antonii”, come indicherebbe il toponimo del luogo, detto Antoniano, conservatosi fino all'XI secolo.
L'esistenza di un primo tempio paleocristiano è testimoniato da una lapide antecedente il V secolo. 

L'edificio venne più tardi ricostruito per volere della famiglia dei di Vezzano, signori del luogo, che nell'anno 1084 disposero, tramite una “charta donationis”, la riedificazione della chiesa sulle basi del precedente edificio risalente alla tarda età imperiale.

Dell'edificio romano rimangono testimonianze ancora visibili nella muratura della chiesa, in particolare nell'area delle absidi; una lastra tombale romana di Calidio Euthycheto, già usata nella pavimentazione dell'abside piccola, è oggi nel Museo della Spezia.
Per sottrarle alla possibile profanazione dei predoni saraceni Leotecario, Vescovo di Luni, aveva ordinato di trasferire nel piccolo tempio paleocristiano le spoglie di San Venerio dalla loro prima sepoltura nell'isola del Tino.

Per la stessa ragione, nell'860, le reliquie furono ulteriormente traslate a Reggio Emilia (nel XX secolo una parte delle reliquie è tornata nuovamente alla Spezia ed è custodita nella Cattedrale).
Nel 1148 con bolla di papa Eugenio III la basilica fu promossa a pieve ed inserita nell'organizzazione diocesana Lunense, sottoposta all'autorità del vescovo di Luni. 
Grazie alla posizione importante che la chiesa di San Venerio occupava nella valle che dal monte Beverone scende fino alla piana alluvionale, ancor oggi detta "della Pieve", i poteri collegati alla chiesa sono stati in grado di esercitare giurisdizione su un'ampia area circostante.
Dal XV secolo la Pieve custodiva un polittico dedicato alla Vergine, dipinto nel 1476 dallo spezzino Jacopo Spinolotto, il cui comparto centrale è oggi conservato nel Museo Diocesano della Spezia.

## L'edificio

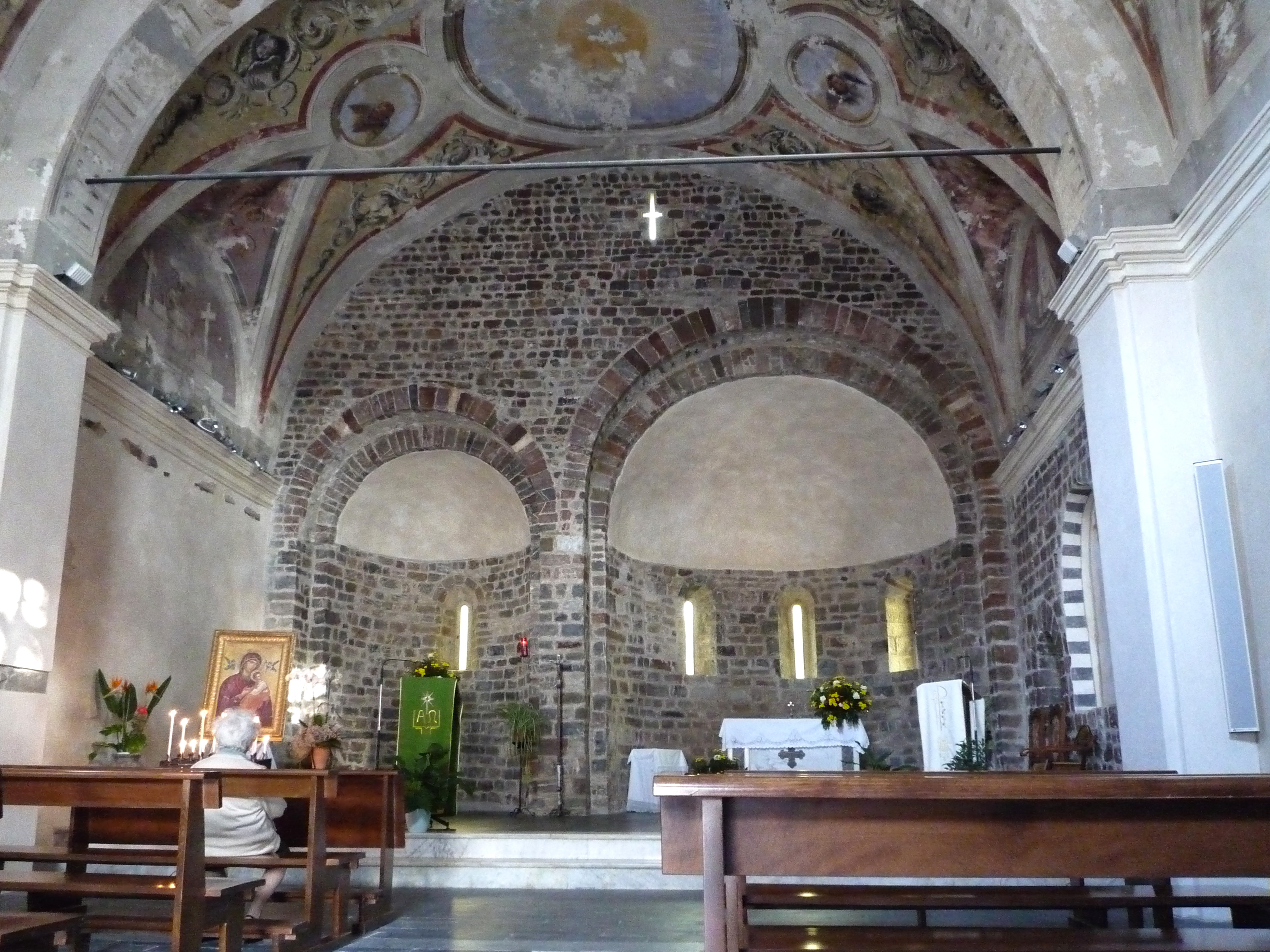
Pieve di San Venerio, La Spezia
L'interno e le due absidi

La struttura attuale dell'edificio sacro è ancora oggi quella che la Pieve ha assunto dopo i lavori di ristrutturazione voluti dai “domini” di Vezzano nell'anno 1084.
Prevalentemente di impianto romanico, la chiesa ha una facciata a capanna in semplice pietra, prevalentemente arenaria, con un unico portale ad arco lunato. 

Una bifora composta da archetti marmorei e da una colonnina con capitello a foglie, leggermente fuori asse rispetto alla porta, costituisce un successivo intervento in stile gotico. Al di sopra è aperta una croce in negativo, fuori asse sia con la porta che con la bifora.

La copertura dell'edificio è costituita da lastre di pietra.
La pianta della chiesa è leggermente trapezoidale, con la base maggiore in corrispondenza delle absidi.

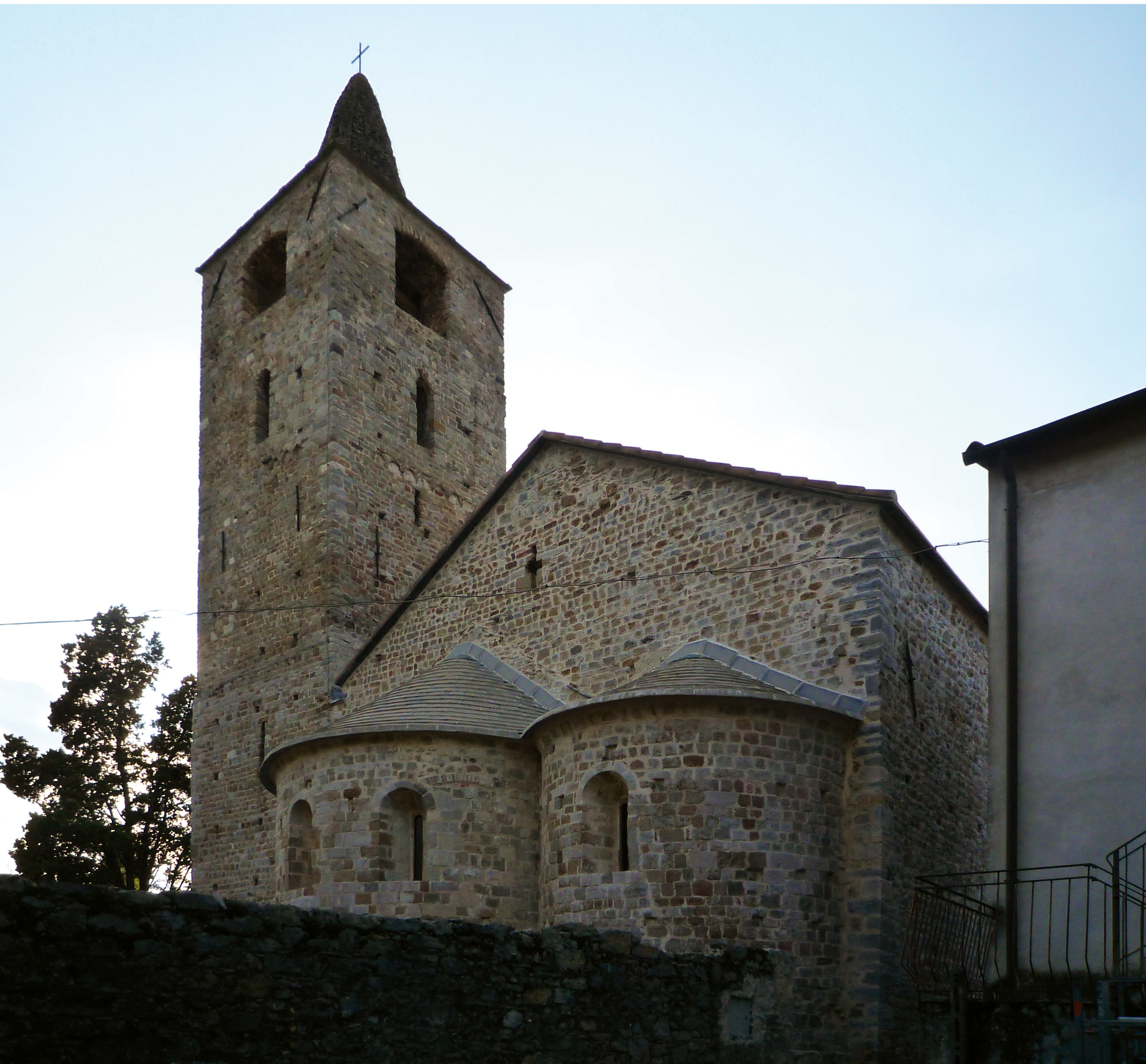
Pieve di San Venerio, La Spezia
Esterno, la zona absidale e il campanile

L'interno è a navata unica, con due absidi in pietra di diversa dimensione: la maggiore riceve luce da tre monofore mentre la minore da una sola monofora; tutte le monofore sono a strombatura doppia. A questo proposito può essere utile ricordare che negli edifici alto medievali dotati di doppia abside una di queste era correlata al culto di reliquie.

Ad eccezione della zona delle absidi e del presbiterio le pareti laterali sono rivestite da intonaco e presentano resti di antichi affreschi. Nelle parti superiori sono affreschi barocchi dedicati a San Venerio.
Da una botola nel presbiterio si può accedere agli scavi sottostanti che rivelano la presenza di un muro romano in opus incertum e una tomba alto medievale.
La chiesa è affiancata da una torre campanaria costruita, sul lato meridionale dell'edificio, intorno alla metà dell'XI secolo e realizzata reimpiegando nel paramento anche laterizi romani. Nello spessore murario della torre è ricavata una interessante scala interna, soluzione architettonica innovativa per l'epoca.
Il luogo della Pieve è circondato da un'area cimiteriale, legata con evidenza alla devozione per il Santo eremita.
La pieve di San Venerio è annoverata nel Catalogo Generale dei Beni Culturali Italiani.